# Sunzhen (sockenhuvudort i Kina, Shaanxi, lat 34,98, long 109,75)
Sunzhen (kinesiska: 孙镇) är en sockenhuvudort i Kina. Den ligger i provinsen Shaanxi, i den nordvästra delen av landet, omkring 110 kilometer nordost om provinshuvudstaden Xi'an. Antalet invånare är 32 371. Befolkningen består av 15 880 kvinnor och 16 491 män. Barn under 15 år utgör 14,0 %, vuxna 15-64 år 77 %, och äldre över 65 år 7,0 %.
Runt Sunzhen är det tätbefolkat, med 427 invånare per kvadratkilometer. Närmaste större samhälle är Fangzhen, 10,9 km sydost om Sunzhen. Trakten runt Sunzhen består till största delen av jordbruksmark.
Genomsnittlig årsnederbörd är 639 millimeter. Den regnigaste månaden är juli, med i genomsnitt 139 mm nederbörd, och den torraste är december, med 1 mm nederbörd.